# デヒドロ酢酸
デヒドロ酢酸（デヒドロさくさん、英: Dehydroacetic acid）はピロンの誘導体で、防かび剤や殺菌料として、イチゴやカボチャ、漬物などに使われる。酵素入り歯磨剤にも使用される。日本の食品衛生法ではデヒドロ酢酸ナトリウムはチーズ、バター、マーガリンのみに基準以下の量での使用が認められているが、デヒドロ酢酸の使用は認められていない。
多くの場合、水への溶解度調整のため、ナトリウム塩のデヒドロ酢酸ナトリウムとして使用される。
工業的には、さまざまな合成樹脂の可塑剤として利用される。